# ジョルジュ・サンピエール
ジョルジュ・サンピエール（Georges St-Pierre、1981年5月19日 - ）は、カナダの男性元総合格闘家。ケベック州サンティジドール出身。元UFC世界ミドル級王者。元UFC世界ウェルター級王者。UFC史上4人目の二階級制覇王者。UFC殿堂入り。ジョルジュ・サン・ピエールとも表記される。
名前の頭文字をとって「GSP」と呼ばれる。

## 概要
打撃、組技、寝技、全てにおいて穴のない総合格闘技として完成されたコンプリートファイターで、ジョン・ジョーンズと並んで歴代パウンド・フォー・パウンド最強と称される。その実力と共に端正なルックスと紳士的な性格から、母国カナダで国民的な人気を誇った。
打撃系格闘技の極真空手出身でありながら、オリンピックにレスリングでの出場を目指そうとしたほど優れたレスリング技術を持ち、UFC歴代最多のテイクダウン奪取数（90回）を保持する。また、テイクダウンの成功率でも、サンピエールと並びパウンド・フォー・パウンド最強と称されるジョン・ジョーンズで45％、オリンピックにも出場したレスリング出身のダニエル・コーミエで45％、UFC史上最高のグラップラーと目されるハビブ・ヌルマゴメドフで48％と、同じような数字が並ぶ中、サンピエールは74％と驚異的なテイクダウン成功率を誇る。

## ファイトスタイル
テイクダウン、寝技、打撃、全てにおいてハイレベルで、それらの技術を総合格闘技仕様にうまく融合させて使うセンスも傑出しており、あらゆる局面において強さをみせ、その完成度の高さから「総合格闘技の歴史を10年早めた」と評される。

## 来歴
治安の悪い街サンティジドールに生まれ、幼い頃は学校でいじめに遭い小遣いや服を盗まれていた。護身のために7歳の時に極真空手を学び始め、空手の先生が死去した後、ブラジリアン柔術、ボクシング、レスリングなど様々な格闘技を学んだ。エコール・ピエール・ベダール高校では懸垂の学校記録を樹立した。プロ総合格闘家になる前は、モントリオールのナイトクラブで警備の仕事や、学費を稼ぐために6か月間ゴミ回収業者をしていた。
2002年1月25日、プロデビュー戦となったUCC 7でアイヴァン・メンジバーと対戦し、パウンドで1RTKO勝ちを収めた。
2002年6月15日、UCC 10のUCCカナダウェルター級タイトルマッチでジャスティン・ブルックマンと対戦し、腕ひしぎ十字固めで1R一本勝ちを収め王座獲得に成功した。
2002年10月11日、UCC 11のUCCカナダウェルター級タイトルマッチでトラビス・ガルブレイスと対戦し、グラウンドの肘打ちで1RTKO勝ちを収め初防衛に成功した。

### UFC

#### 2004年
2004年1月31日、UFC初出場となったUFC 46でカロ・パリジャンと対戦し、3-0の判定勝ちを収めた。
2004年10月22日、UFC 50のUFC世界ウェルター級王座決定戦で元UFC世界ウェルター級王者マット・ヒューズと対戦し、タックルとグラウンドで完封され1R終了とほぼ同時に腕ひしぎ十字固めで一本負け。王座獲得に失敗し、キャリア初黒星を喫した。

#### 2005年
2005年4月16日、UFC 52でジェイソン・"メイヘム"・ミラーと対戦し、3-0の判定勝ち。UFCに出場し続けたためTKOカナダウェルター級王座を剥奪された。
2005年8月20日、UFC 54でフランク・トリッグと対戦し、リアネイキドチョークで1R一本勝ち。
2005年11月19日、UFC 56でショーン・シャークと対戦し、パウンドで2RTKO勝ちを収めた。

#### 2006年
2006年3月4日、UFC 58ではウェルター級王座挑戦者決定戦で元UFC世界ウェルター級王者BJ・ペンと対戦し、激闘の末に2-1の判定勝ちを収めた。
2006年9月23日のUFC 63のUFC世界ウェルター級タイトルマッチで王者マット・ヒューズに挑戦予定だったが、自身の負傷により欠場した。
2006年11月18日、UFC 65のUFC世界ウェルター級タイトルマッチで王者マット・ヒューズに挑戦。ヒューズのタックルを完封して、1R終了間際にスーパーマンパンチからのパンチのコンビネーションでダウンを奪い追撃のパウンドでKO寸前まで追い詰めると、2Rに左ハイキックでダウンを奪い追撃のパウンドと肘打ちでTKO勝ちを収め、王座獲得に成功。約2年越しのリベンジを果たし、ノックアウト・オブ・ザ・ナイトを受賞した。

#### 2007年

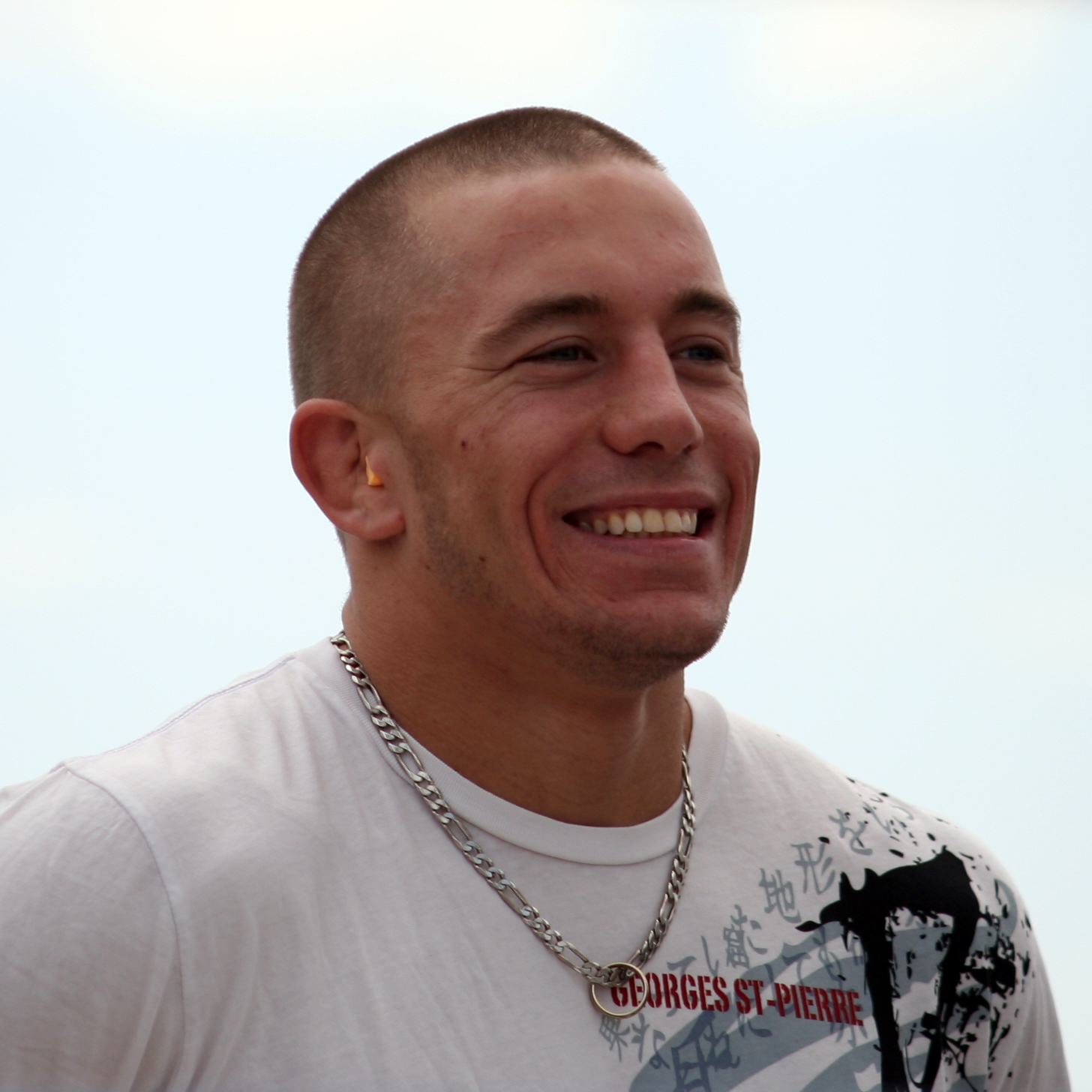
2007年

2007年4月7日、UFC 69のUFC世界ウェルター級タイトルマッチでThe Ultimate Fighterシーズン4優勝者のマット・セラと対戦。試合前のオッズでは11対1とサンピエールが圧倒的有利とされていたが、1R早々にセラのパンチでぐらつき、そのまま追い討ちのパンチでダウンを奪われ追撃のパウンドでTKO負けを喫し、初防衛に失敗した。この試合はUFC史上最大の番狂わせの一つとされている。
2007年8月25日、UFC 74でジョシュ・コスチェックと対戦し、3-0の判定勝ち。大方の予想ではNCAAレスリング王者のコスチェックがレスリングでサンピエールを上回るとされていたが、試合ではサンピエールがテイクダウンを奪うと共にコスチェックのテイクダウンを防ぐなどレスリングの攻防で圧倒した。
2007年12月29日、UFC 79でマット・ヒューズと対戦予定だった王者マット・セラが負傷欠場したことで代役として出場し、UFC世界ウェルター級暫定王座決定戦でマット・ヒューズとラバーマッチを行なう。序盤にクリンチワークからテイクダウンを取る主導権を握ると、終始一方的に攻め、ヒューズのテイクダウンを全て防ぐなどほとんど何もさせないまま、最後は腕ひしぎ十字固めで2R一本勝ちを収め、暫定王座獲得に成功。サブミッション・オブ・ザ・ナイトを受賞した。

#### 2008年
2008年4月19日、UFC初のカナダ大会となったUFC 83で行われたUFC世界ウェルター級王座統一戦で正規王者マット・セラと再戦。試合開始早々にテイクダウンを奪うと、グラウンドでセラに何もさせないままパウンドで一方的に攻め、最後はグラウンドでのボディへの膝蹴りの連打により2RTKO勝ち。王座統一に成功し、約1年越しのリベンジを果たした。
2008年8月9日、UFC 87のUFC世界ウェルター級タイトルマッチで挑戦者のジョン・フィッチと対戦。1Rに右ストレートで、3Rに右フックと右膝蹴りで合計3度のダウンを奪い、テイクダウンも7度奪うなど終始フィッチを圧倒し3-0（50-44、50-44、50-43）の5R判定勝ち。王座の初防衛に成功し、ファイト・オブ・ザ・ナイトを受賞した。
2008年9月、ブラジリアン柔術黒帯をブルーノ・フェルナンデスから授与された。

#### 2009年

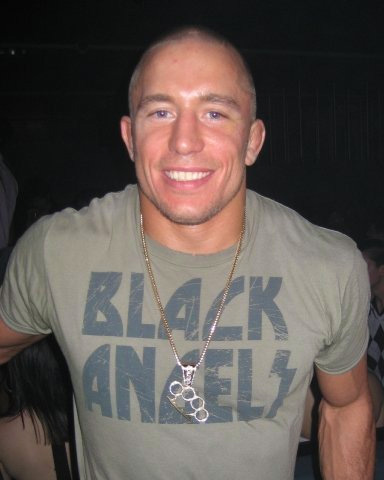
2009年

2009年1月31日、UFC 94のUFC世界ウェルター級タイトルマッチで1階級下のUFC世界ライト級王者BJ・ペンと再戦。「世紀の一戦」「MMAのパウンド・フォー・パウンド最強王者決定戦」と評されたこの試合では、1Rはテイクダウンを全て防がれほぼ互角の展開だったが、2R以降はテイクダウンを何度も奪って終始優位なポジショニングを取り、パウンドの連打によりダメージを蓄積させ、4R終了時にコーナーストップでTKO勝ちを収め、2度目の王座防衛に成功した。
2009年7月11日、UFC 100のUFC世界ウェルター級タイトルマッチで挑戦者のチアゴ・アウベスと対戦。合計10度のテイクダウンを奪い、グラウンドで終始圧倒し続けて3-0（50-45、50-45、50-44）の5R判定勝ち。3度目の王座防衛に成功した。
2009年12月28日、スポーツ・イラストレイテッドのファイター・オブ・ザ・イヤーを受賞した。

#### 2010年
2010年3月27日、UFC 111のUFC世界ウェルター級タイトルマッチで挑戦者のダン・ハーディーと対戦。テイクダウンとグラウンドで圧倒し、腕ひしぎ十時固めやキムラロックを極めかけるなど終始ハーディーの持ち味を潰して3-0（50-45、50-44、50-43）の5R判定勝ち。4度目の王座防衛に成功した。
2010年9月から放送されたリアリティ番組The Ultimate Fighter 12で相手チームのジョシュ・コスチェックと共にコーチを務めた。12月11日、UFC 124のUFC世界ウェルター級タイトルマッチで挑戦者のコスチェックと約3年3か月ぶりに再戦し、再三に渡る鋭いジャブでコスチェックの右目を腫れあがらせ、打撃とテイクダウンの数で圧倒的な差をつけて3-0（50-45、50-45、50-45）の5R判定勝ち。5度目の王座防衛に成功し、ファイト・オブ・ザ・ナイトを受賞した。

#### 2011年
2011年4月30日、モントリオールのロジャーズ・センターにて、観衆55,724人を動員してUFC史上最多観客動員記録（当時）となったUFC 129で行われたUFC世界ウェルター級タイトルマッチで元Strikeforce世界ミドル級王者の挑戦者ジェイク・シールズと対戦。全局面で試合をコントロールし続けて3-0（48-47、48-47、50-45）の5R判定勝ち。6度目の王座防衛に成功し、マット・ヒューズの保持していたUFC最多連続防衛記録を更新した。
2011年10月29日のUFC 137でニック・ディアスとタイトルマッチを行う予定であったが、ディアスが記者会見の出席を拒否したためUFCはディアスを欠場させることを決定し、代わりにカーロス・コンディットとタイトルマッチを行うことになったが、サンピエールが膝の負傷のため欠場することが発表された。

#### 2012年
2012年2月4日のUFC 143でニック・ディアスとタイトルマッチを行う予定であったが、2011年12月7日、右膝の前十字靭帯を損傷し、欠場することが発表された。
2012年11月17日、UFC 154のUFC世界ウェルター級王座統一戦で暫定王者カーロス・コンディットと対戦。3Rに左ハイキックでダウンを奪われるものの、グラウンドでの肘打ちでコンディットを流血させるなど試合全体としては終始圧倒し続け、3-0（50-45、50-45、49-46）の5R判定勝ち。王座統一に成功し、ファイト・オブ・ザ・ナイトを受賞した。

#### 2013年
2013年3月16日、UFC 158のUFC世界ウェルター級タイトルマッチで以前から度々挑発されてきた元Strikeforce世界ウェルター級王者でウェルター級ランキング3位の挑戦者ニック・ディアスと対戦。合計9度のテイクダウンを奪い、スタンドでもディアスを圧倒して3-0（50-45、50-45、50-45）の5R判定勝ち。8度目の王座防衛に成功した。
2013年11月16日、UFC 167でウェルター級ランキング1位の挑戦者ジョニー・ヘンドリックスと対戦。ヘンドリックスのパワフルな強打とテイクダウンに苦戦を強いられたが、数度テイクダウンを奪い的確に打撃を当てるなど対抗し、2-1（47-48、48-47、48-47）の5R判定勝ち。9度目の王座防衛に成功し、ファイト・オブ・ザ・ナイトを受賞した。試合後のインタビューで休養を示唆する発言をした。
2013年12月13日、記者会見を開き、ウェルター級王座の返上と休養を表明。「いつか必ず戻ってくる」と語った。後に休養の理由の一つに強迫性障害であった事を挙げている。

#### 2014年

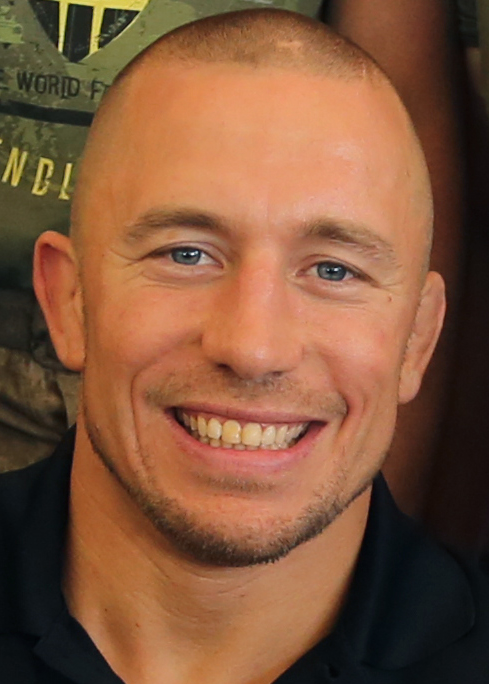
2014年

2014年3月27日、復帰に向けてトレーニングをしていた最中に今度は左膝の前十字靭帯を損傷した事を発表。

#### 2017年
2017年2月15日、復帰戦を行うことでUFCと合意。
2017年7月8日のUFC 213でマイケル・ビスピンと対戦することになっていたが、サンピエールが目を負傷してしばらく試合を行えなくなったことで、2017年5月11日にビスピンとの試合が中止になったことがUFCより発表される。その後、UFCはウェルター級王者タイロン・ウッドリーとの試合を計画するも、過去2試合でのウッドリーの盛り上がりに欠ける試合内容とビスピンの対戦相手に予定していたミドル級暫定王者ロバート・ウィテカーが負傷して2018年1月頃まで試合を行えなくなったことで、UFCはサンピエールとビスピンとの対戦を決定した。
2017年11月4日、約4年ぶりの復帰戦となったUFC 217のUFC世界ミドル級タイトルマッチで王者マイケル・ビスピンに挑戦。3Rに左フックでダウンを奪い、リアネイキドチョークでテクニカル一本勝ちを収め、パフォーマンス・オブ・ザ・ナイトを受賞。ウェルター級に続いてミドル級の王座獲得に成功し、ランディ・クートゥア、BJ・ペン、コナー・マクレガーに次いでUFC史上4人目となる二階級制覇を達成した。この試合は、カナダではフロイド・メイウェザー・ジュニア対コナー・マクレガーを上回るペイ・パー・ビュー販売件数を記録し、また、サンピエールはカナダ首相のジャスティン・トルドーから勝利の祝福を受けた。
2017年12月7日、難病に指定される潰瘍性大腸炎を発症したためミドル級王座を返上した。

#### 2018年
2018年4月7日のUFC 223で勝利してUFC世界ライト級王座を獲得したハビブ・ヌルマゴメドフがサンピエールへの挑戦を表明するも、サンピエールは療養中であるとしてこれを辞退した。
2018年8月、年内に予定している復帰戦で階級をライト級に下げUFC 229で試合が組まれているハビブ・ヌルマゴメドフとコナー・マクレガーの勝者と対戦したい意向を表明した。
2018年12月13日、潰瘍性大腸炎から完全に回復したことを発表するも、試合に復帰するかは決めていないとした。

#### 2019年
2019年2月21日、地元モントリオールで記者会見を開き、総合格闘技からの引退を発表した。
2020年5月9日、UFC殿堂入りが発表された。
2021年6月9日、生まれ故郷のサンティジドールにあるジョルジュ・サンピエール広場にサンピエールの136kgの等身大の銅像が建てられた。銅像はUFCのオクタゴンを表した石造りの八角形の場所に建てられており、石畳にはサンピエールの中核となる価値観である「家族、忍耐、英知、誠実、寛容、尊敬、創造、栄誉」の8つの文字がフランス語で刻まれている。

## 人物・エピソード
- 左胸に「柔術」と漢字のタトゥーを彫り、試合入場で空手着や日の丸に必勝と描かれたハチマキを着けて入場するなど、武道の母国である日本に敬意を抱いている。日本で開催されたUFC 144でゲストとして初来日した。
- 2012年に日本で日加首脳会談が行われた際、格闘技観戦が趣味である野田佳彦内閣総理大臣にカナダ首相のスティーヴン・ハーパーからサンピエールがUFCの試合で使用したサイン入りグローブが贈られた[29]。
- カナダのスポーツ専門チャンネルSportsnetが制定する「2008年カナディアン・アスリート・オブ・ザ・イヤー」の5人の候補の1人にノミネートされ、野球のジャスティン・モルノー、ホッケーのジャローム・イギンラ、テニスのダニエル・ネスター、北京パラリンピックの陸上競技で5個の金メダルを獲得して世界新記録も作ったシャンタル・プチクレールらを抑え、89%の支持を得て総合格闘技から初めての同賞受賞者となった[30]。さらに2009年、2010年と3年連続で同賞を受賞した。
- 北京オリンピックにレスリングでの出場を目指す計画があったが、マット・セラへのリベンジやUFCのキャリアを優先し、北京オリンピック出場を断念している[31]。
- ウェルター級ではあまりにも圧倒的に強すぎて相手がいなかったため、当時のUFC世界ミドル級王者アンデウソン・シウバと対戦することをしばしば期待されていたが、本人は「ウェルター級で自分自身が納得できるまで戦った上で、もう少し身体を大きくしたら挑戦したい」と語っていた[32]。
- 著名人との交流を多く持っており、2011年にシルベスター・スタローンとディナーを共にしたり、UFC 154の後にはアーノルド・シュワルツェネッガーから祝福を受けている[33]。また、若い頃に憧れていたジャン＝クロード・ヴァン・ダムとは、映画『キックボクサー リジェネレーション』で共演を果たした[映像 1]。
- 記者会見には必ずスーツとネクタイを身に着けて出席し、その立ち振る舞いに多くの観衆から尊敬の意を寄せられている。自身は「自分は格闘家の代表として、社会の中で恥ずかしくない態度と行動を取り、模範的な存在でありたい」と語っている。
- 禁止薬物には思うところがあり、王座を返上して長期休養を決めた理由のひとつとして、その後UFCはUSADAの厳格な薬物検査を導入しているが、当時はアスレチック・コミッションによる薬物検査だけでサンピエールが希望した厳格な薬物検査を支持してくれなかったことを挙げている[34]。
- 恐竜好きであり、オフの日に博物館に行く事が多いという。ジュラ紀や白亜紀についての質問には大抵答えられるとのこと[35]。
- フランス語と英語を話す。
- カナダの麻薬王ジミー・コーノイアーは友人であり、コーノイアーが逮捕された際には裁判所に情状酌量を求める手紙を送った事もある[36]。2014年9月にはコーノイアーの兄のパーティーにレオナルド・ディカプリオと共に参加している写真がニューヨーク・タイムズに掲載された[37]。
- 慈善団体であるGSP財団を設立して、スポーツで活躍する若手アスリートを年間1万5千ドルの3年間支援する活動を行っている[34]。
- UFC 94でBJ・ペンに勝利した際に獲得したサンピエールのチャンピオンベルトが、2019年にオークションにかけられて国立博物館のカナダ歴史博物館によって落札され、ちょうど試合から10周年にあたる同年1月31日に同博物館で展示・所蔵されることが発表された[38]。
- アメリカの総合格闘技老舗サイトMMAJunkieが選定する『2010年代のMMAファイター トップ10』で4位に選出された[39]。
- 2022年にUFC版ラシュモア山（最も偉大な選手）として、ホイス・グレイシー、アマンダ・ヌネス、ハビブ・ヌルマゴメドフ、コナー・マクレガー、ジョン・ジョーンズ、アンデウソン・シウバ、デメトリアス・ジョンソンの7人を挙げている[40][41]。

## 戦績

### 総合格闘技
| 総合格闘技 戦績 | 総合格闘技 戦績 | 総合格闘技 戦績 | 総合格闘技 戦績 | 総合格闘技 戦績 | 総合格闘技 戦績 | 総合格闘技 戦績 |
| --------------- | --------------- | --------------- | --------------- | --------------- | --------------- | --------------- |
| 28 試合         | (T)KO           | 一本            | 判定            | その他          | 引き分け        | 無効試合        |
| 26 勝           | 8               | 6               | 12              | 0               | 0               | 0               |
| 2 敗            | 1               | 1               | 0               | 0               | 0               | 0               |

| 勝敗 | 対戦相手                       | 試合結果                             | 大会名                                                                    | 開催年月日     |
| ○    | マイケル・ビスピン             | 3R 4:23 リアネイキドチョーク         | UFC 217: Bisping vs. St-Pierre 【UFC世界ミドル級タイトルマッチ】          | 2017年11月4日  |
| ○    | ジョニー・ヘンドリックス       | 5分5R終了 判定2-1                    | UFC 167: St-Pierre vs. Hendricks 【UFC世界ウェルター級タイトルマッチ】    | 2013年11月16日 |
| ○    | ニック・ディアス               | 5分5R終了 判定3-0                    | UFC 158: St-Pierre vs. Diaz 【UFC世界ウェルター級タイトルマッチ】         | 2013年3月16日  |
| ○    | カーロス・コンディット         | 5分5R終了 判定3-0                    | UFC 154: St-Pierre vs. Condit 【UFC世界ウェルター級王座統一戦】           | 2012年11月17日 |
| ○    | ジェイク・シールズ             | 5分5R終了 判定3-0                    | UFC 129: St-Pierre vs. Shields 【UFC世界ウェルター級タイトルマッチ】      | 2011年4月30日  |
| ○    | ジョシュ・コスチェック         | 5分5R終了 判定3-0                    | UFC 124: St-Pierre vs. Koscheck 2 【UFC世界ウェルター級タイトルマッチ】   | 2010年12月11日 |
| ○    | ダン・ハーディー               | 5分5R終了 判定3-0                    | UFC 111: St-Pierre vs. Hardy 【UFC世界ウェルター級タイトルマッチ】        | 2010年3月27日  |
| ○    | チアゴ・アウベス               | 5分5R終了 判定3-0                    | UFC 100 【UFC世界ウェルター級タイトルマッチ】                             | 2009年7月11日  |
| ○    | BJ・ペン                       | 4R終了時 TKO（コーナーストップ）     | UFC 94: St-Pierre vs. Penn 2 【UFC世界ウェルター級タイトルマッチ】        | 2009年1月31日  |
| ○    | ジョン・フィッチ               | 5分5R終了 判定3-0                    | UFC 87: Seek and Destroy 【UFC世界ウェルター級タイトルマッチ】            | 2008年8月9日   |
| ○    | マット・セラ                   | 2R 4:45 TKO（ボディへの膝蹴り）      | UFC 83: Serra vs. St-Pierre 2 【UFC世界ウェルター級王座統一戦】           | 2008年4月19日  |
| ○    | マット・ヒューズ               | 2R 4:54 腕ひしぎ十字固め             | UFC 79: Nemesis 【UFC世界ウェルター級暫定王座決定戦】                     | 2007年12月29日 |
| ○    | ジョシュ・コスチェック         | 5分3R終了 判定3-0                    | UFC 74: Respect                                                           | 2007年8月25日  |
| ×    | マット・セラ                   | 1R 3:25 TKO（右フック→パウンド）     | UFC 69: Shootout 【UFC世界ウェルター級タイトルマッチ】                    | 2007年4月7日   |
| ○    | マット・ヒューズ               | 2R 1:25 TKO（左ハイキック→パウンド） | UFC 65: Bad Intentions 【UFC世界ウェルター級タイトルマッチ】              | 2006年11月18日 |
| ○    | BJ・ペン                       | 5分3R終了 判定2-1                    | UFC 58: USA vs. Canada                                                    | 2006年3月4日   |
| ○    | ショーン・シャーク             | 2R 2:53 TKO（パウンド）              | UFC 56: Full Force                                                        | 2005年11月19日 |
| ○    | フランク・トリッグ             | 1R 4:09 チョークスリーパー           | UFC 54: Boiling Point                                                     | 2005年8月20日  |
| ○    | ジェイソン・"メイヘム"・ミラー | 5分3R終了 判定3-0                    | UFC 52: Couture vs. Liddell 2                                             | 2005年4月16日  |
| ○    | デイブ・ストラッサー           | 1R 1:52 チキンウィングアームロック   | TKO 19: Rage                                                              | 2005年1月29日  |
| ×    | マット・ヒューズ               | 1R 4:59 腕ひしぎ十字固め             | UFC 50: The War of '04 【UFC世界ウェルター級王座決定戦】                  | 2004年10月22日 |
| ○    | ジェイ・ヒエロン               | 1R 1:42 TKO（パウンド）              | UFC 48: Payback                                                           | 2004年6月19日  |
| ○    | カロ・パリジャン               | 5分3R終了 判定3-0                    | UFC 46: Supernatural                                                      | 2004年1月31日  |
| ○    | ピート・スプラット             | 1R 3:40 チョークスリーパー           | TKO 14: Road Warriors 【TKOカナダウェルター級タイトルマッチ】             | 2003年11月29日 |
| ○    | トーマス・デニー               | 2R 4:45 TKO（カット）                | UCC 12: Adrenaline 【UCCカナダウェルター級タイトルマッチ】                | 2003年1月25日  |
| ○    | トラビス・ガルブレイス         | 1R 2:03 TKO（肘打ち）                | UCC 11: The Next Level 【UCCカナダウェルター級タイトルマッチ】            | 2002年10月11日 |
| ○    | ジャスティン・ブルックマン     | 1R 3:23 腕ひしぎ十字固め             | UCC 10: Battle for the Belts 2002 【UCCカナダウェルター級タイトルマッチ】 | 2002年6月15日  |
| ○    | アイヴァン・メンジバー         | 1R 4:50 TKO（パウンド）              | UCC 7: Bad Boyz                                                           | 2002年1月25日  |

## 獲得タイトル
- 第2代TKOカナダウェルター級王座（2002年）
- 第6代UFC世界ウェルター級王座（2006年）
- UFC世界ウェルター級暫定王座（2007年）
- 第8代UFC世界ウェルター級王座（2008年）
- 第9代UFC世界ミドル級王座（2017年）

## 表彰
- UFC
  - UFC ファイト・オブ・ザ・ナイト（4回）
  - UFC ノックアウト・オブ・ザ・ナイト（1回）
  - UFC サブミッション・オブ・ザ・ナイト（1回）
  - UFC パフォーマンス・オブ・ザ・ナイト（1回）
  - UFC殿堂入り（現代部門・2021年）
- スポーツ・イラストレイテッド ファイター・オブ・ザ・イヤー（2009年）
- World MMA Awards
  - ファイター・オブ・ザ・イヤー（2009年）
  - サブミッション・オブ・ザ・イヤー（2008年/マット・ヒューズ戦）
- MMA Junkie ファイター・オブ・ザ・イヤー（2009年）
- Rogers Sportsnet アスリート・オブ・ザ・イヤー（2008年、2009年、2010年）

## ペイ・パー・ビュー販売件数
| 開催年月日     | イベント                                                       | 販売件数    | 備考                 |
| -------------- | -------------------------------------------------------------- | ----------- | -------------------- |
| 2017年11月16日 | UFC 217: ジョルジュ・サンピエール vs. マイケル・ビスピン       | 87万5千件   |                      |
| 2013年11月16日 | UFC 167: ジョルジュ・サンピエール vs. ジョニー・ヘンドリックス | 63万件      |                      |
| 2013年3月16日  | UFC 158: ジョルジュ・サンピエール vs. ニック・ディアス         | 95万件      |                      |
| 2012年11月17日 | UFC 154: ジョルジュ・サンピエール vs. カーロス・コンディット   | 70万件      |                      |
| 2011年4月30日  | UFC 129: ジョルジュ・サンピエール vs. ジェイク・シールズ       | 80万件      |                      |
| 2010年12月11日 | UFC 124: ジョルジュ・サンピエール vs. ジョシュ・コスチェック 2 | 80万件      |                      |
| 2010年3月27日  | UFC 111: ジョルジュ・サンピエール vs. ダン・ハーディー         | 77万件      |                      |
| 2009年11月14日 | UFC 100: ブロック・レスナー vs. フランク・ミア                 | 160万件     | セミファイナルに出場 |
| 2009年1月31日  | UFC 94: ジョルジュ・サンピエール vs. BJ・ペン2                 | 92万件      |                      |
| 2008年8月9日   | UFC 87: ジョルジュ・サンピエール vs. ジョン・フィッチ          | 62万件5千件 |                      |
| 2008年4月19日  | UFC 83: マット・セラ vs. ジョルジュ・サンピエール2             | 53万件      |                      |
| 2007年12月29日 | UFC 79: ジョルジュ・サンピエール vs. マット・ヒューズ3         | 75万件      |                      |
| 2007年4月7日   | UFC 69: ジョルジュ・サンピエール vs. マット・セラ1             | 40万件      |                      |
| 2006年11月18日 | UFC 65: マット・ヒューズ vs. ジョルジュ・サンピエール2         | 50万件      |                      |

## 出演

### 映画
- デス・ウォーリアー（2009年）
- ネバー・サレンダー（2009年）
- キャプテン・アメリカ/ウィンター・ソルジャー（2014年）ジョルジュ・バトロック役
- キックボクサー リジェネレーション（2016年）
- キリング・サラザール 沈黙の作戦（2017年）

### テレビドラマ
- ファルコン&ウィンター・ソルジャー（2021年）ジョルジュ・バトロック役
- ホワット・イフ...?（2021年）ジョルジュ・バトロック役

### CM
- アンダーアーマー
- ゲータレード
- アサイラム
- ESPN
- スリーピングドッグス 香港秘密警察
- Nexus 7

### 映像資料
1. ↑  JCVD & GSP - Return of the Champion. brakus73さん　Youtubeより. 20 November 2012.